# Kriegspiel
|   | a | b | c | d | e | f | g | h |   |
| 8 | d4 blanques peó · f4 blanques alfil · b3 blanques alfil · c3 blanques cavall · f3 blanques cavall · a2 blanques peó · b2 blanques peó · f2 blanques peó · g2 blanques peó · h2 blanques peó · a1 blanques torre · d1 blanques dama · e1 blanques torre · g1 blanques rei | d4 blanques peó · f4 blanques alfil · b3 blanques alfil · c3 blanques cavall · f3 blanques cavall · a2 blanques peó · b2 blanques peó · f2 blanques peó · g2 blanques peó · h2 blanques peó · a1 blanques torre · d1 blanques dama · e1 blanques torre · g1 blanques rei | d4 blanques peó · f4 blanques alfil · b3 blanques alfil · c3 blanques cavall · f3 blanques cavall · a2 blanques peó · b2 blanques peó · f2 blanques peó · g2 blanques peó · h2 blanques peó · a1 blanques torre · d1 blanques dama · e1 blanques torre · g1 blanques rei | d4 blanques peó · f4 blanques alfil · b3 blanques alfil · c3 blanques cavall · f3 blanques cavall · a2 blanques peó · b2 blanques peó · f2 blanques peó · g2 blanques peó · h2 blanques peó · a1 blanques torre · d1 blanques dama · e1 blanques torre · g1 blanques rei | d4 blanques peó · f4 blanques alfil · b3 blanques alfil · c3 blanques cavall · f3 blanques cavall · a2 blanques peó · b2 blanques peó · f2 blanques peó · g2 blanques peó · h2 blanques peó · a1 blanques torre · d1 blanques dama · e1 blanques torre · g1 blanques rei | d4 blanques peó · f4 blanques alfil · b3 blanques alfil · c3 blanques cavall · f3 blanques cavall · a2 blanques peó · b2 blanques peó · f2 blanques peó · g2 blanques peó · h2 blanques peó · a1 blanques torre · d1 blanques dama · e1 blanques torre · g1 blanques rei | d4 blanques peó · f4 blanques alfil · b3 blanques alfil · c3 blanques cavall · f3 blanques cavall · a2 blanques peó · b2 blanques peó · f2 blanques peó · g2 blanques peó · h2 blanques peó · a1 blanques torre · d1 blanques dama · e1 blanques torre · g1 blanques rei | d4 blanques peó · f4 blanques alfil · b3 blanques alfil · c3 blanques cavall · f3 blanques cavall · a2 blanques peó · b2 blanques peó · f2 blanques peó · g2 blanques peó · h2 blanques peó · a1 blanques torre · d1 blanques dama · e1 blanques torre · g1 blanques rei | 8 |
| 7 | d4 blanques peó · f4 blanques alfil · b3 blanques alfil · c3 blanques cavall · f3 blanques cavall · a2 blanques peó · b2 blanques peó · f2 blanques peó · g2 blanques peó · h2 blanques peó · a1 blanques torre · d1 blanques dama · e1 blanques torre · g1 blanques rei | d4 blanques peó · f4 blanques alfil · b3 blanques alfil · c3 blanques cavall · f3 blanques cavall · a2 blanques peó · b2 blanques peó · f2 blanques peó · g2 blanques peó · h2 blanques peó · a1 blanques torre · d1 blanques dama · e1 blanques torre · g1 blanques rei | d4 blanques peó · f4 blanques alfil · b3 blanques alfil · c3 blanques cavall · f3 blanques cavall · a2 blanques peó · b2 blanques peó · f2 blanques peó · g2 blanques peó · h2 blanques peó · a1 blanques torre · d1 blanques dama · e1 blanques torre · g1 blanques rei | d4 blanques peó · f4 blanques alfil · b3 blanques alfil · c3 blanques cavall · f3 blanques cavall · a2 blanques peó · b2 blanques peó · f2 blanques peó · g2 blanques peó · h2 blanques peó · a1 blanques torre · d1 blanques dama · e1 blanques torre · g1 blanques rei | d4 blanques peó · f4 blanques alfil · b3 blanques alfil · c3 blanques cavall · f3 blanques cavall · a2 blanques peó · b2 blanques peó · f2 blanques peó · g2 blanques peó · h2 blanques peó · a1 blanques torre · d1 blanques dama · e1 blanques torre · g1 blanques rei | d4 blanques peó · f4 blanques alfil · b3 blanques alfil · c3 blanques cavall · f3 blanques cavall · a2 blanques peó · b2 blanques peó · f2 blanques peó · g2 blanques peó · h2 blanques peó · a1 blanques torre · d1 blanques dama · e1 blanques torre · g1 blanques rei | d4 blanques peó · f4 blanques alfil · b3 blanques alfil · c3 blanques cavall · f3 blanques cavall · a2 blanques peó · b2 blanques peó · f2 blanques peó · g2 blanques peó · h2 blanques peó · a1 blanques torre · d1 blanques dama · e1 blanques torre · g1 blanques rei | d4 blanques peó · f4 blanques alfil · b3 blanques alfil · c3 blanques cavall · f3 blanques cavall · a2 blanques peó · b2 blanques peó · f2 blanques peó · g2 blanques peó · h2 blanques peó · a1 blanques torre · d1 blanques dama · e1 blanques torre · g1 blanques rei | 7 |
| 6 | d4 blanques peó · f4 blanques alfil · b3 blanques alfil · c3 blanques cavall · f3 blanques cavall · a2 blanques peó · b2 blanques peó · f2 blanques peó · g2 blanques peó · h2 blanques peó · a1 blanques torre · d1 blanques dama · e1 blanques torre · g1 blanques rei | d4 blanques peó · f4 blanques alfil · b3 blanques alfil · c3 blanques cavall · f3 blanques cavall · a2 blanques peó · b2 blanques peó · f2 blanques peó · g2 blanques peó · h2 blanques peó · a1 blanques torre · d1 blanques dama · e1 blanques torre · g1 blanques rei | d4 blanques peó · f4 blanques alfil · b3 blanques alfil · c3 blanques cavall · f3 blanques cavall · a2 blanques peó · b2 blanques peó · f2 blanques peó · g2 blanques peó · h2 blanques peó · a1 blanques torre · d1 blanques dama · e1 blanques torre · g1 blanques rei | d4 blanques peó · f4 blanques alfil · b3 blanques alfil · c3 blanques cavall · f3 blanques cavall · a2 blanques peó · b2 blanques peó · f2 blanques peó · g2 blanques peó · h2 blanques peó · a1 blanques torre · d1 blanques dama · e1 blanques torre · g1 blanques rei | d4 blanques peó · f4 blanques alfil · b3 blanques alfil · c3 blanques cavall · f3 blanques cavall · a2 blanques peó · b2 blanques peó · f2 blanques peó · g2 blanques peó · h2 blanques peó · a1 blanques torre · d1 blanques dama · e1 blanques torre · g1 blanques rei | d4 blanques peó · f4 blanques alfil · b3 blanques alfil · c3 blanques cavall · f3 blanques cavall · a2 blanques peó · b2 blanques peó · f2 blanques peó · g2 blanques peó · h2 blanques peó · a1 blanques torre · d1 blanques dama · e1 blanques torre · g1 blanques rei | d4 blanques peó · f4 blanques alfil · b3 blanques alfil · c3 blanques cavall · f3 blanques cavall · a2 blanques peó · b2 blanques peó · f2 blanques peó · g2 blanques peó · h2 blanques peó · a1 blanques torre · d1 blanques dama · e1 blanques torre · g1 blanques rei | d4 blanques peó · f4 blanques alfil · b3 blanques alfil · c3 blanques cavall · f3 blanques cavall · a2 blanques peó · b2 blanques peó · f2 blanques peó · g2 blanques peó · h2 blanques peó · a1 blanques torre · d1 blanques dama · e1 blanques torre · g1 blanques rei | 6 |
| 5 | d4 blanques peó · f4 blanques alfil · b3 blanques alfil · c3 blanques cavall · f3 blanques cavall · a2 blanques peó · b2 blanques peó · f2 blanques peó · g2 blanques peó · h2 blanques peó · a1 blanques torre · d1 blanques dama · e1 blanques torre · g1 blanques rei | d4 blanques peó · f4 blanques alfil · b3 blanques alfil · c3 blanques cavall · f3 blanques cavall · a2 blanques peó · b2 blanques peó · f2 blanques peó · g2 blanques peó · h2 blanques peó · a1 blanques torre · d1 blanques dama · e1 blanques torre · g1 blanques rei | d4 blanques peó · f4 blanques alfil · b3 blanques alfil · c3 blanques cavall · f3 blanques cavall · a2 blanques peó · b2 blanques peó · f2 blanques peó · g2 blanques peó · h2 blanques peó · a1 blanques torre · d1 blanques dama · e1 blanques torre · g1 blanques rei | d4 blanques peó · f4 blanques alfil · b3 blanques alfil · c3 blanques cavall · f3 blanques cavall · a2 blanques peó · b2 blanques peó · f2 blanques peó · g2 blanques peó · h2 blanques peó · a1 blanques torre · d1 blanques dama · e1 blanques torre · g1 blanques rei | d4 blanques peó · f4 blanques alfil · b3 blanques alfil · c3 blanques cavall · f3 blanques cavall · a2 blanques peó · b2 blanques peó · f2 blanques peó · g2 blanques peó · h2 blanques peó · a1 blanques torre · d1 blanques dama · e1 blanques torre · g1 blanques rei | d4 blanques peó · f4 blanques alfil · b3 blanques alfil · c3 blanques cavall · f3 blanques cavall · a2 blanques peó · b2 blanques peó · f2 blanques peó · g2 blanques peó · h2 blanques peó · a1 blanques torre · d1 blanques dama · e1 blanques torre · g1 blanques rei | d4 blanques peó · f4 blanques alfil · b3 blanques alfil · c3 blanques cavall · f3 blanques cavall · a2 blanques peó · b2 blanques peó · f2 blanques peó · g2 blanques peó · h2 blanques peó · a1 blanques torre · d1 blanques dama · e1 blanques torre · g1 blanques rei | d4 blanques peó · f4 blanques alfil · b3 blanques alfil · c3 blanques cavall · f3 blanques cavall · a2 blanques peó · b2 blanques peó · f2 blanques peó · g2 blanques peó · h2 blanques peó · a1 blanques torre · d1 blanques dama · e1 blanques torre · g1 blanques rei | 5 |
| 4 | d4 blanques peó · f4 blanques alfil · b3 blanques alfil · c3 blanques cavall · f3 blanques cavall · a2 blanques peó · b2 blanques peó · f2 blanques peó · g2 blanques peó · h2 blanques peó · a1 blanques torre · d1 blanques dama · e1 blanques torre · g1 blanques rei | d4 blanques peó · f4 blanques alfil · b3 blanques alfil · c3 blanques cavall · f3 blanques cavall · a2 blanques peó · b2 blanques peó · f2 blanques peó · g2 blanques peó · h2 blanques peó · a1 blanques torre · d1 blanques dama · e1 blanques torre · g1 blanques rei | d4 blanques peó · f4 blanques alfil · b3 blanques alfil · c3 blanques cavall · f3 blanques cavall · a2 blanques peó · b2 blanques peó · f2 blanques peó · g2 blanques peó · h2 blanques peó · a1 blanques torre · d1 blanques dama · e1 blanques torre · g1 blanques rei | d4 blanques peó · f4 blanques alfil · b3 blanques alfil · c3 blanques cavall · f3 blanques cavall · a2 blanques peó · b2 blanques peó · f2 blanques peó · g2 blanques peó · h2 blanques peó · a1 blanques torre · d1 blanques dama · e1 blanques torre · g1 blanques rei | d4 blanques peó · f4 blanques alfil · b3 blanques alfil · c3 blanques cavall · f3 blanques cavall · a2 blanques peó · b2 blanques peó · f2 blanques peó · g2 blanques peó · h2 blanques peó · a1 blanques torre · d1 blanques dama · e1 blanques torre · g1 blanques rei | d4 blanques peó · f4 blanques alfil · b3 blanques alfil · c3 blanques cavall · f3 blanques cavall · a2 blanques peó · b2 blanques peó · f2 blanques peó · g2 blanques peó · h2 blanques peó · a1 blanques torre · d1 blanques dama · e1 blanques torre · g1 blanques rei | d4 blanques peó · f4 blanques alfil · b3 blanques alfil · c3 blanques cavall · f3 blanques cavall · a2 blanques peó · b2 blanques peó · f2 blanques peó · g2 blanques peó · h2 blanques peó · a1 blanques torre · d1 blanques dama · e1 blanques torre · g1 blanques rei | d4 blanques peó · f4 blanques alfil · b3 blanques alfil · c3 blanques cavall · f3 blanques cavall · a2 blanques peó · b2 blanques peó · f2 blanques peó · g2 blanques peó · h2 blanques peó · a1 blanques torre · d1 blanques dama · e1 blanques torre · g1 blanques rei | 4 |
| 3 | d4 blanques peó · f4 blanques alfil · b3 blanques alfil · c3 blanques cavall · f3 blanques cavall · a2 blanques peó · b2 blanques peó · f2 blanques peó · g2 blanques peó · h2 blanques peó · a1 blanques torre · d1 blanques dama · e1 blanques torre · g1 blanques rei | d4 blanques peó · f4 blanques alfil · b3 blanques alfil · c3 blanques cavall · f3 blanques cavall · a2 blanques peó · b2 blanques peó · f2 blanques peó · g2 blanques peó · h2 blanques peó · a1 blanques torre · d1 blanques dama · e1 blanques torre · g1 blanques rei | d4 blanques peó · f4 blanques alfil · b3 blanques alfil · c3 blanques cavall · f3 blanques cavall · a2 blanques peó · b2 blanques peó · f2 blanques peó · g2 blanques peó · h2 blanques peó · a1 blanques torre · d1 blanques dama · e1 blanques torre · g1 blanques rei | d4 blanques peó · f4 blanques alfil · b3 blanques alfil · c3 blanques cavall · f3 blanques cavall · a2 blanques peó · b2 blanques peó · f2 blanques peó · g2 blanques peó · h2 blanques peó · a1 blanques torre · d1 blanques dama · e1 blanques torre · g1 blanques rei | d4 blanques peó · f4 blanques alfil · b3 blanques alfil · c3 blanques cavall · f3 blanques cavall · a2 blanques peó · b2 blanques peó · f2 blanques peó · g2 blanques peó · h2 blanques peó · a1 blanques torre · d1 blanques dama · e1 blanques torre · g1 blanques rei | d4 blanques peó · f4 blanques alfil · b3 blanques alfil · c3 blanques cavall · f3 blanques cavall · a2 blanques peó · b2 blanques peó · f2 blanques peó · g2 blanques peó · h2 blanques peó · a1 blanques torre · d1 blanques dama · e1 blanques torre · g1 blanques rei | d4 blanques peó · f4 blanques alfil · b3 blanques alfil · c3 blanques cavall · f3 blanques cavall · a2 blanques peó · b2 blanques peó · f2 blanques peó · g2 blanques peó · h2 blanques peó · a1 blanques torre · d1 blanques dama · e1 blanques torre · g1 blanques rei | d4 blanques peó · f4 blanques alfil · b3 blanques alfil · c3 blanques cavall · f3 blanques cavall · a2 blanques peó · b2 blanques peó · f2 blanques peó · g2 blanques peó · h2 blanques peó · a1 blanques torre · d1 blanques dama · e1 blanques torre · g1 blanques rei | 3 |
| 2 | d4 blanques peó · f4 blanques alfil · b3 blanques alfil · c3 blanques cavall · f3 blanques cavall · a2 blanques peó · b2 blanques peó · f2 blanques peó · g2 blanques peó · h2 blanques peó · a1 blanques torre · d1 blanques dama · e1 blanques torre · g1 blanques rei | d4 blanques peó · f4 blanques alfil · b3 blanques alfil · c3 blanques cavall · f3 blanques cavall · a2 blanques peó · b2 blanques peó · f2 blanques peó · g2 blanques peó · h2 blanques peó · a1 blanques torre · d1 blanques dama · e1 blanques torre · g1 blanques rei | d4 blanques peó · f4 blanques alfil · b3 blanques alfil · c3 blanques cavall · f3 blanques cavall · a2 blanques peó · b2 blanques peó · f2 blanques peó · g2 blanques peó · h2 blanques peó · a1 blanques torre · d1 blanques dama · e1 blanques torre · g1 blanques rei | d4 blanques peó · f4 blanques alfil · b3 blanques alfil · c3 blanques cavall · f3 blanques cavall · a2 blanques peó · b2 blanques peó · f2 blanques peó · g2 blanques peó · h2 blanques peó · a1 blanques torre · d1 blanques dama · e1 blanques torre · g1 blanques rei | d4 blanques peó · f4 blanques alfil · b3 blanques alfil · c3 blanques cavall · f3 blanques cavall · a2 blanques peó · b2 blanques peó · f2 blanques peó · g2 blanques peó · h2 blanques peó · a1 blanques torre · d1 blanques dama · e1 blanques torre · g1 blanques rei | d4 blanques peó · f4 blanques alfil · b3 blanques alfil · c3 blanques cavall · f3 blanques cavall · a2 blanques peó · b2 blanques peó · f2 blanques peó · g2 blanques peó · h2 blanques peó · a1 blanques torre · d1 blanques dama · e1 blanques torre · g1 blanques rei | d4 blanques peó · f4 blanques alfil · b3 blanques alfil · c3 blanques cavall · f3 blanques cavall · a2 blanques peó · b2 blanques peó · f2 blanques peó · g2 blanques peó · h2 blanques peó · a1 blanques torre · d1 blanques dama · e1 blanques torre · g1 blanques rei | d4 blanques peó · f4 blanques alfil · b3 blanques alfil · c3 blanques cavall · f3 blanques cavall · a2 blanques peó · b2 blanques peó · f2 blanques peó · g2 blanques peó · h2 blanques peó · a1 blanques torre · d1 blanques dama · e1 blanques torre · g1 blanques rei | 2 |
| 1 | d4 blanques peó · f4 blanques alfil · b3 blanques alfil · c3 blanques cavall · f3 blanques cavall · a2 blanques peó · b2 blanques peó · f2 blanques peó · g2 blanques peó · h2 blanques peó · a1 blanques torre · d1 blanques dama · e1 blanques torre · g1 blanques rei | d4 blanques peó · f4 blanques alfil · b3 blanques alfil · c3 blanques cavall · f3 blanques cavall · a2 blanques peó · b2 blanques peó · f2 blanques peó · g2 blanques peó · h2 blanques peó · a1 blanques torre · d1 blanques dama · e1 blanques torre · g1 blanques rei | d4 blanques peó · f4 blanques alfil · b3 blanques alfil · c3 blanques cavall · f3 blanques cavall · a2 blanques peó · b2 blanques peó · f2 blanques peó · g2 blanques peó · h2 blanques peó · a1 blanques torre · d1 blanques dama · e1 blanques torre · g1 blanques rei | d4 blanques peó · f4 blanques alfil · b3 blanques alfil · c3 blanques cavall · f3 blanques cavall · a2 blanques peó · b2 blanques peó · f2 blanques peó · g2 blanques peó · h2 blanques peó · a1 blanques torre · d1 blanques dama · e1 blanques torre · g1 blanques rei | d4 blanques peó · f4 blanques alfil · b3 blanques alfil · c3 blanques cavall · f3 blanques cavall · a2 blanques peó · b2 blanques peó · f2 blanques peó · g2 blanques peó · h2 blanques peó · a1 blanques torre · d1 blanques dama · e1 blanques torre · g1 blanques rei | d4 blanques peó · f4 blanques alfil · b3 blanques alfil · c3 blanques cavall · f3 blanques cavall · a2 blanques peó · b2 blanques peó · f2 blanques peó · g2 blanques peó · h2 blanques peó · a1 blanques torre · d1 blanques dama · e1 blanques torre · g1 blanques rei | d4 blanques peó · f4 blanques alfil · b3 blanques alfil · c3 blanques cavall · f3 blanques cavall · a2 blanques peó · b2 blanques peó · f2 blanques peó · g2 blanques peó · h2 blanques peó · a1 blanques torre · d1 blanques dama · e1 blanques torre · g1 blanques rei | d4 blanques peó · f4 blanques alfil · b3 blanques alfil · c3 blanques cavall · f3 blanques cavall · a2 blanques peó · b2 blanques peó · f2 blanques peó · g2 blanques peó · h2 blanques peó · a1 blanques torre · d1 blanques dama · e1 blanques torre · g1 blanques rei | 1 |
|   | a | b | c | d | e | f | g | h |   |

Kriegspiel (paraula alemanya que significa 'joc de guerra') és una variació dels escacs inventada per Henry Michael Temple el 1899 i basada en el Kriegsspiel original desenvolupat per Georg von Rassewitz el 1812.
En aquest joc cada jugador pot veure les seves pròpies peces, però no les del seu adversari. Per aquesta raó, és necessari que una tercera persona (o ordinador) faci d'àrbitre, amb plena informació sobre el progrés del joc. Quan sigui el torn d'un jugador intentarà un moviment, del qual l'àrbitre declararà si és 'legal' o 'il·legal'. Si el moviment és il·legal, el jugador prova una altra vegada; si és legal, aquell moviment es manté. A ambdós jugadors se'ls dona informació sobre escacs i captures. També poden preguntar a l'àrbitre si hi ha captures legals amb un peó. Com que la posició de les peces de l'adversari és desconeguda, Kriegspiel no és un joc amb informació perfecta. Els escacs Kriegspiel es deriven d'un joc de guerra que s'utilitzava al segle xix a Alemanya per entrenar oficials militars.

## Regles
Hi ha diferents conjunts de regles pel Kriegspiel. Les més esteses són les que es fan servir a l'Internet Chess Club, on el Kriegspiel s'anomena Wild 16 (Salvatge 16). Les regles són les següents.
El joc es juga amb tres taulers, un per a cada jugador i un per a l'àrbitre (i espectadors). Cada adversari sap la posició exacta només de les seves pròpies peces i no sap on són les peces de l'adversari (però pot recordar quantes n'hi ha). Només l'àrbitre sap la posició exacta de la partida en cada moment. La partida funciona de la següent manera. L'àrbitre anuncia:
- Juguen les blanques (o les negres).
- Peó tria, quan és possible per un peó de capturar una peça o peó rival. L'àrbitre també indica la casella en la qual la captura és possible al jugador que pot fer la captura. Això dona informació extra, però salva els dos jugadors de la molèstia de començar a provar totes les possibles captures amb peons propis, cosa que és possible sense cap risc perquè els peons no es mouen de la mateixa manera que capturen. Per això, si cap captura no és possible, llavors el moviment és il·legal, i no hi ha cap pena per intentar moviments il·legals. Un intent de peó no s'anuncia si el peó és clavat, és a dir, si el fet de completar la captura exposaria el rei propi a escac. Les captures en-passant són anunciades, naturalment, però no el fet que siguin en-passant.
- Peó marxa, quan un peó és capturat.
- Peça marxa, quan una peça és capturada
- No, quan és el moviment intentat és il·legal, donada la posició de l'adversari. Per exemple: moure el rei a escac; moure una dama, torre, alfil o peó a través de caselles ocupades per les peces de l'adversari; avançar un peó a una casella ocupada per les peces de l'adversari.
- Impossible, quan el moviment intentat sempre és il·legal, sense tenir en compte la posició de l'adversari. Per exemple, moure un alfil com si fos un cavall.
- Escac a la vertical.
- Escac a l'horitzontal.
- Escac a la diagonal llarga (la més llarga de les dues diagonals, des del punt de vista del rei).
- Escac a la diagonal curta.
- Escac de cavall.
- Escac i mat, ofegat, taules per repetició, taules per insuficiència de material, taules per la regla dels 50 moviments.

Les promocions de peó no s'anuncien.

## Problemes de Kriegspiel
|   | a | b | c | d | e | f | g | h |   |
| 8 | f6 blanques alfil · d3 blanques cavall · a2 blanques torre · h2 negres peó · f1 blanques rei · h1 negres rei | f6 blanques alfil · d3 blanques cavall · a2 blanques torre · h2 negres peó · f1 blanques rei · h1 negres rei | f6 blanques alfil · d3 blanques cavall · a2 blanques torre · h2 negres peó · f1 blanques rei · h1 negres rei | f6 blanques alfil · d3 blanques cavall · a2 blanques torre · h2 negres peó · f1 blanques rei · h1 negres rei | f6 blanques alfil · d3 blanques cavall · a2 blanques torre · h2 negres peó · f1 blanques rei · h1 negres rei | f6 blanques alfil · d3 blanques cavall · a2 blanques torre · h2 negres peó · f1 blanques rei · h1 negres rei | f6 blanques alfil · d3 blanques cavall · a2 blanques torre · h2 negres peó · f1 blanques rei · h1 negres rei | f6 blanques alfil · d3 blanques cavall · a2 blanques torre · h2 negres peó · f1 blanques rei · h1 negres rei | 8 |
| 7 | f6 blanques alfil · d3 blanques cavall · a2 blanques torre · h2 negres peó · f1 blanques rei · h1 negres rei | f6 blanques alfil · d3 blanques cavall · a2 blanques torre · h2 negres peó · f1 blanques rei · h1 negres rei | f6 blanques alfil · d3 blanques cavall · a2 blanques torre · h2 negres peó · f1 blanques rei · h1 negres rei | f6 blanques alfil · d3 blanques cavall · a2 blanques torre · h2 negres peó · f1 blanques rei · h1 negres rei | f6 blanques alfil · d3 blanques cavall · a2 blanques torre · h2 negres peó · f1 blanques rei · h1 negres rei | f6 blanques alfil · d3 blanques cavall · a2 blanques torre · h2 negres peó · f1 blanques rei · h1 negres rei | f6 blanques alfil · d3 blanques cavall · a2 blanques torre · h2 negres peó · f1 blanques rei · h1 negres rei | f6 blanques alfil · d3 blanques cavall · a2 blanques torre · h2 negres peó · f1 blanques rei · h1 negres rei | 7 |
| 6 | f6 blanques alfil · d3 blanques cavall · a2 blanques torre · h2 negres peó · f1 blanques rei · h1 negres rei | f6 blanques alfil · d3 blanques cavall · a2 blanques torre · h2 negres peó · f1 blanques rei · h1 negres rei | f6 blanques alfil · d3 blanques cavall · a2 blanques torre · h2 negres peó · f1 blanques rei · h1 negres rei | f6 blanques alfil · d3 blanques cavall · a2 blanques torre · h2 negres peó · f1 blanques rei · h1 negres rei | f6 blanques alfil · d3 blanques cavall · a2 blanques torre · h2 negres peó · f1 blanques rei · h1 negres rei | f6 blanques alfil · d3 blanques cavall · a2 blanques torre · h2 negres peó · f1 blanques rei · h1 negres rei | f6 blanques alfil · d3 blanques cavall · a2 blanques torre · h2 negres peó · f1 blanques rei · h1 negres rei | f6 blanques alfil · d3 blanques cavall · a2 blanques torre · h2 negres peó · f1 blanques rei · h1 negres rei | 6 |
| 5 | f6 blanques alfil · d3 blanques cavall · a2 blanques torre · h2 negres peó · f1 blanques rei · h1 negres rei | f6 blanques alfil · d3 blanques cavall · a2 blanques torre · h2 negres peó · f1 blanques rei · h1 negres rei | f6 blanques alfil · d3 blanques cavall · a2 blanques torre · h2 negres peó · f1 blanques rei · h1 negres rei | f6 blanques alfil · d3 blanques cavall · a2 blanques torre · h2 negres peó · f1 blanques rei · h1 negres rei | f6 blanques alfil · d3 blanques cavall · a2 blanques torre · h2 negres peó · f1 blanques rei · h1 negres rei | f6 blanques alfil · d3 blanques cavall · a2 blanques torre · h2 negres peó · f1 blanques rei · h1 negres rei | f6 blanques alfil · d3 blanques cavall · a2 blanques torre · h2 negres peó · f1 blanques rei · h1 negres rei | f6 blanques alfil · d3 blanques cavall · a2 blanques torre · h2 negres peó · f1 blanques rei · h1 negres rei | 5 |
| 4 | f6 blanques alfil · d3 blanques cavall · a2 blanques torre · h2 negres peó · f1 blanques rei · h1 negres rei | f6 blanques alfil · d3 blanques cavall · a2 blanques torre · h2 negres peó · f1 blanques rei · h1 negres rei | f6 blanques alfil · d3 blanques cavall · a2 blanques torre · h2 negres peó · f1 blanques rei · h1 negres rei | f6 blanques alfil · d3 blanques cavall · a2 blanques torre · h2 negres peó · f1 blanques rei · h1 negres rei | f6 blanques alfil · d3 blanques cavall · a2 blanques torre · h2 negres peó · f1 blanques rei · h1 negres rei | f6 blanques alfil · d3 blanques cavall · a2 blanques torre · h2 negres peó · f1 blanques rei · h1 negres rei | f6 blanques alfil · d3 blanques cavall · a2 blanques torre · h2 negres peó · f1 blanques rei · h1 negres rei | f6 blanques alfil · d3 blanques cavall · a2 blanques torre · h2 negres peó · f1 blanques rei · h1 negres rei | 4 |
| 3 | f6 blanques alfil · d3 blanques cavall · a2 blanques torre · h2 negres peó · f1 blanques rei · h1 negres rei | f6 blanques alfil · d3 blanques cavall · a2 blanques torre · h2 negres peó · f1 blanques rei · h1 negres rei | f6 blanques alfil · d3 blanques cavall · a2 blanques torre · h2 negres peó · f1 blanques rei · h1 negres rei | f6 blanques alfil · d3 blanques cavall · a2 blanques torre · h2 negres peó · f1 blanques rei · h1 negres rei | f6 blanques alfil · d3 blanques cavall · a2 blanques torre · h2 negres peó · f1 blanques rei · h1 negres rei | f6 blanques alfil · d3 blanques cavall · a2 blanques torre · h2 negres peó · f1 blanques rei · h1 negres rei | f6 blanques alfil · d3 blanques cavall · a2 blanques torre · h2 negres peó · f1 blanques rei · h1 negres rei | f6 blanques alfil · d3 blanques cavall · a2 blanques torre · h2 negres peó · f1 blanques rei · h1 negres rei | 3 |
| 2 | f6 blanques alfil · d3 blanques cavall · a2 blanques torre · h2 negres peó · f1 blanques rei · h1 negres rei | f6 blanques alfil · d3 blanques cavall · a2 blanques torre · h2 negres peó · f1 blanques rei · h1 negres rei | f6 blanques alfil · d3 blanques cavall · a2 blanques torre · h2 negres peó · f1 blanques rei · h1 negres rei | f6 blanques alfil · d3 blanques cavall · a2 blanques torre · h2 negres peó · f1 blanques rei · h1 negres rei | f6 blanques alfil · d3 blanques cavall · a2 blanques torre · h2 negres peó · f1 blanques rei · h1 negres rei | f6 blanques alfil · d3 blanques cavall · a2 blanques torre · h2 negres peó · f1 blanques rei · h1 negres rei | f6 blanques alfil · d3 blanques cavall · a2 blanques torre · h2 negres peó · f1 blanques rei · h1 negres rei | f6 blanques alfil · d3 blanques cavall · a2 blanques torre · h2 negres peó · f1 blanques rei · h1 negres rei | 2 |
| 1 | f6 blanques alfil · d3 blanques cavall · a2 blanques torre · h2 negres peó · f1 blanques rei · h1 negres rei | f6 blanques alfil · d3 blanques cavall · a2 blanques torre · h2 negres peó · f1 blanques rei · h1 negres rei | f6 blanques alfil · d3 blanques cavall · a2 blanques torre · h2 negres peó · f1 blanques rei · h1 negres rei | f6 blanques alfil · d3 blanques cavall · a2 blanques torre · h2 negres peó · f1 blanques rei · h1 negres rei | f6 blanques alfil · d3 blanques cavall · a2 blanques torre · h2 negres peó · f1 blanques rei · h1 negres rei | f6 blanques alfil · d3 blanques cavall · a2 blanques torre · h2 negres peó · f1 blanques rei · h1 negres rei | f6 blanques alfil · d3 blanques cavall · a2 blanques torre · h2 negres peó · f1 blanques rei · h1 negres rei | f6 blanques alfil · d3 blanques cavall · a2 blanques torre · h2 negres peó · f1 blanques rei · h1 negres rei | 1 |
|   | a | b | c | d | e | f | g | h |   |

El Kriegspiel s'utilitza a vegades en problemes d'escacs. En aquest, les variants habituals introduïdes per moviments negres són substituïdes per variants introduïdes per diferents anuncis.
A la dreta hi ha un exemple d'un problema de Kriegspiel. El blanc ha de fer escac i mat al negre en 8 moviments, no importa on l'alfil negre sigui inicialment (és a algun lloc de les caselles fosques) i no importa què faci el negre. (En una partida real, el negre no veu els moviments del blanc, però per a un problema en el qual el blanc ha de forçar una victòria, hom ha d'assumir el guió del pitjor dels casos possibles, en el qual el negre endevina correctament cada moviment). Per exemple, 1. Ta1?? és taules per ofegat si l'alfil negre fos inicialment a a1. 1.Cf2 Axf2 2. Rxf2 (o Txf2) és ofegat també. Així, el blanc no hauria de moure ni el cavall ni l'alfil, perquè qualsevol d'ells podria capturar l'alfil negre per accident. Per la mateixa raó, la torre blanca hauria de moure només a caselles blanques—però només la meitat de les caselles blanques són accessibles sense passar per una de negra pel camí.
La solució és la següent. El blanc intenta jugar 1. Tg2.
- Si aquest moviment no és possible (l'àrbitre diu No), llavors l'alfil negre ha de ser a b2, d2 o f2. En aquest cas el blanc pot jugar 1. N(x)f2#.
- Si el moviment és possible, es fa i llavors el negre mou l'alfil. El blanc encara no sap on és aquest alfil.

El blanc continua amb 2.Tg8.
- Si és possible, el blanc en continua 3.Th8. (Això és segur—l'alfil negre no pot ser a h8 per ser capurat, perquè no era a g7 en el torn previ.) 4. Th5 5. Tb5 (si no és possible, 5. Th3 i 6.Ae5). 6. Tb1 7. Cf2+ Axf2 8. Rxf2#.

## Variacions en les regles
Frankenstein suggerí el 1903 una variació del joc en què un jugador veu el tauler i un altre juga a Kriegspiel. Per fer el joc viable, el primer jugador ha de jugar amb menys peces. Frankenstein proposava dues variacions:
- Pickle pot - el jugador que veu el tauler juga només amb dama i alfil (a més a més del rei i 8 peons en la seva posició estàndard inicial).
- One-eye - igual que l'anterior, però amb dues torres i un alfil.

En les dues versions, s'hauria d'anunciar, quin és l'alfil que roman (a les columnes c o f).
El Semikriegspiel, suggerit per David Silverman el 1971 és similar a les variacions anteriors. En aquest joc el bàndol que hi veu té només rei i dama, que pot col·locar a qualsevol casella legal abans del començament del joc. En Kriegspiel modern, per Bruce Trone (1986), després de cada moviment el jugador menciona 7 caselles, que han de ser mostrades per l'àrbitre. Altrament les regles són com en el kriegspiel habitual.